# 雄神橋
雄神橋（おがみはし）は、富山県砺波市の庄川に架かる主要地方道新湊庄川線の鋼ランガー橋。

## 概要
- 左岸 - 富山県砺波市上中野
- 右岸 - 富山県砺波市庄川町庄
- 橋格 - 1等橋 (TL-20)
- 形式 - 鋼下路ランガー橋4連
- 延長 - 244.100 m
  - 支間割 - 4×60.900 m
- 幅員
  - 有効幅員 - 6.000 m
  - 車道 - 6.000 m
  - 歩道 - なし（後年歩道橋添加）
- 総鋼重 - 467.72 t
- 床版 - 鉄筋コンクリート
- 施工 - 川田工業（上部工）・礪波工業（下部工）
- 架設工法 - ステージング工法・ケーブルエレクション工法

## 沿革
1906年（明治39年）7月、長さ127.1間、幅2間の木製の釣橋を架設した。当時の雄神村（今の砺波市）の大字名をとって『庄金剛寺橋』と命名された。1910年（明治43年）洪水被害から復旧した際に、『元雄神橋』と改称。1952年（昭和27年）に下流の雄神橋が『大門大橋』に改称されたことに伴い、現在の『雄神橋』に改称された。
旧橋の木造補剛吊橋が老朽化したため、1958年（昭和33年）から3か年計画での架替事業が富山県により実施され、1960年（昭和35年）8月に現在の橋が完成し、同年9月15日に開通した。
1984年（昭和59年）には現橋の下流側に歩道橋を架橋する事業に着手し、1988年（昭和63年）6月15日（長さ244 m、幅員2.5 m、消雪装置完備）に竣工した。

## その他
かつて本橋のはるか下流側（射水市大門地区および高岡市中田地区）に『雄神橋』という同名の橋梁が存在していたが、前者は1952年（昭和27年）以降は『大門大橋』、後者は1900年（明治33年）以降は『中田橋』と名乗っている。